# Rudolf van Żagań
Rudolf van Sagan (circa 1418 - Konitz, 18 september 1454) was van 1439 tot 1454 hertog van Sagan (Żagań) en van 1439 tot 1449 Priebus (Przewóz). Hij behoorde tot de Silezische tak van het huis Piasten.

## Levensloop
Rudolf was de tweede zoon van hertog Jan I van Sagan en diens echtgenote Scholastica van Saksen, dochter van keurvorst Rudolf III van Saksen. 
Na de dood van zijn vader in 1439 erfde hij samen met zijn oudere broer Balthasar en zijn jongere broers Wenceslaus en Jan II de Krankzinnige de hertogdommen Sagan en Priebus. In 1449 verdeelden de vier broers hun gezamenlijke domeinen onderling: Balthasar en Rudolf behielden het hertogdom Sagan, Jan II de Krankzinnige en Wenceslaus kregen het hertogdom Priebus.
In 1450 gingen de streng religieuze Rudolf en zijn broer Balthasar op pelgrimstocht naar Rome. In 1454 streed hij dan weer aan de zijde van de Duitse Orde in de Dertienjarige Oorlog. Zo vocht hij op 18 september 1454 mee in de Slag bij Konitz, waarbij de Poolse troepen vrijwel compleet verslagen werden. Ondanks deze overwinning voor de Duitse Orde, kwam Rudolf in de beginfase van de veldslag om het leven tijdens de charge van de sterke Poolse cavalerie. Het is niet geweten waar hij begraven werd.
Rudolf stierf ongehuwd en kinderloos, waardoor zijn broer Balthasar de volledige soevereiniteit over het hertogdom Sagan verwierf. Met deze beslissing was zijn jongste broer Jan II de Krankzinnige het niet eens, waardoor hij meermaals in opstand kwam tegen Balthasar. 